# Star Soldier (videojuego)
Star Soldier (スターソルジャー?)

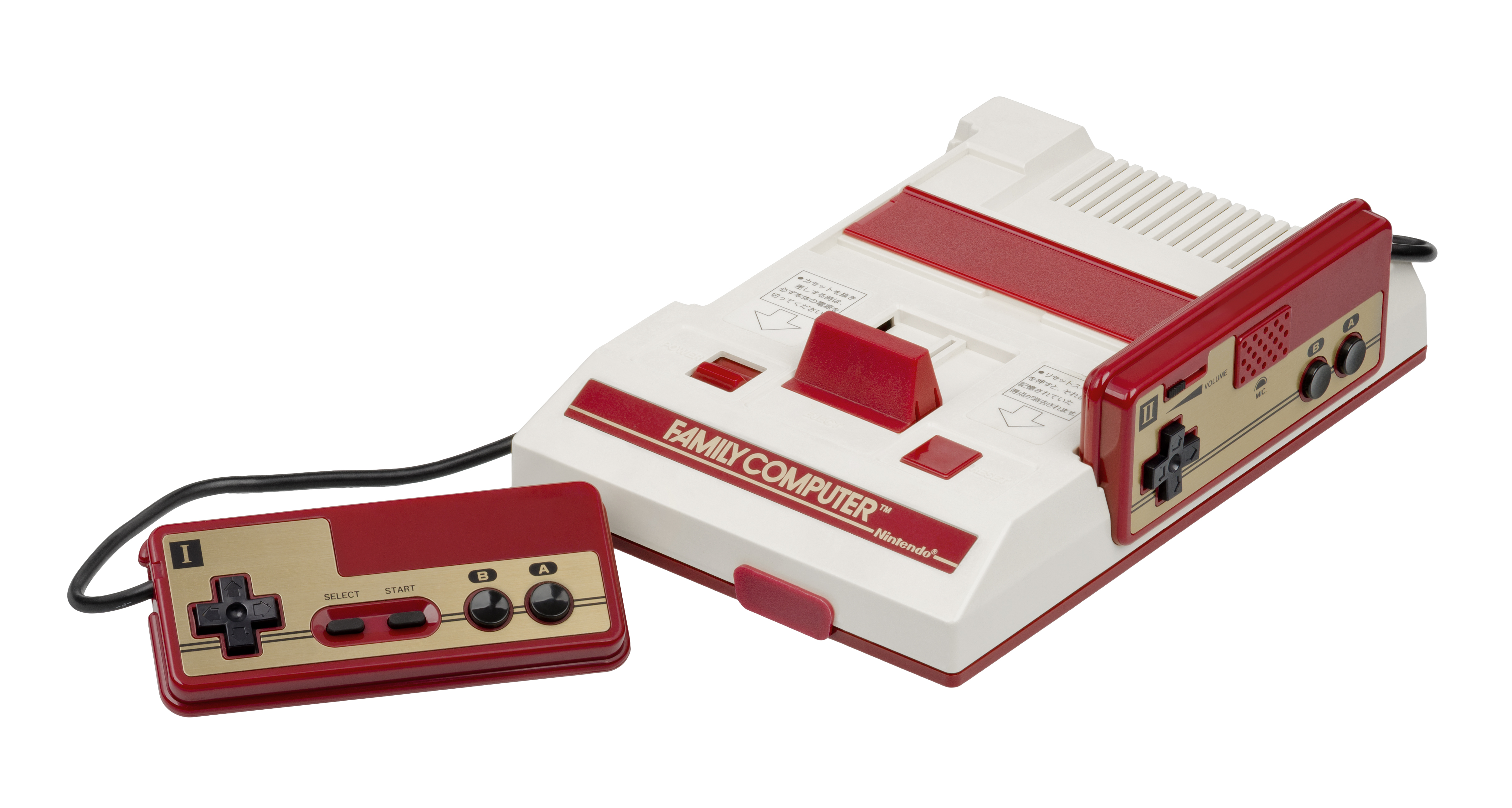
Imagen de la Nintendo Famicom, en la que se jugaba a múltiples juegos, incluido el Star Soldier

es un videojuego de matamarcianos publicado y distribuido por Hudson Soft. Fue el primer juego de la saga del mismo nombre, siendo lanzado para Nintendo Entertainment System (1986), MSX (1987), teléfonos móviles y Palm OS (2001). También apareció para Game Boy Advance (2004) dentro de la serie Famicom Mini y para la Consola Virtual japonesa y americana en julio de 2007. Además, tuvo remakes para Nintendo Gamecube, PlayStation 2 (2003) y PSP (2005). Star Soldier tuvo numerosas secuelas empezando con Super Star Soldier en TurboGrafx-16, también fue lanzada en iOS el 4 de enero de 2012 en Estados Unidos. Disuelto por Konami fue lanzado el 20 de junio de 2013 como Star Soldier for GREE (スターソルジャー for GREE?) en Japón.
En el juego, el piloto jugador, a bordo de una nave llamada Caesar, viaja a través de una estación espacial ocupada por una supercomputadora conocida como "Starbrain" que amenaza el imperio galáctico. Se dice que el juego se inspiró en el videojuego arcade Star Force.

## Serie
1. Star Soldier (1986, Famicom)
2. Super Star Soldier (1990, PC Engine)
3. Final Soldier (1991, PC Engine)
4. Soldier Blade (1992, PC Engine)
5. Star Parodier (1992, PC Engine)
6. Star Soldier: Vanishing Earth (1998, Nintendo 64)
7. Star Soldier R (2008, Wii (WiiWare))
8. Star Soldier Mission Mode (2010, Teléfono Móvil)